# Coniopteryx (Coniopteryx) freytagorum
Coniopteryx (Coniopteryx) freytagorum is een insect uit de familie van de dwerggaasvliegen (Coniopterygidae), die tot de orde netvleugeligen (Neuroptera) behoort. 
Coniopteryx (Coniopteryx) freytagorum is voor het eerst wetenschappelijk beschreven door V. Johnson in 1978.